# La Esmeralda (film)
Pour les articles homonymes, voir Esmeralda.
Pour plus de détails, voir Fiche technique et Distribution.
La Esmeralda est un film réalisé par Alice Guy, sorti en 1905.
C'est la plus ancienne adaptation cinématographique du roman de Victor Hugo, Notre-Dame de Paris.

## Fiche technique
- Titre français : La Esméralda
- Titre anglais : Esmeralda
- Réalisation : Alice Guy
- Scénario : Frederic Shoberl d'après Notre-Dame de Paris de Victor Hugo[1]
- Décors : Victorin Jasset
- Longueur : 290 m[2]
- Durée : 10 min

## Distribution
- Denise Becker : Esméralda
- Henry Vorins : Quasimodo